# Eutin
Eutin (pronunciación en alemán: /ɔɪ̯ˈtiːn/ (escucharⓘ)) es la capital del distrito de Holstein Oriental (en alemán: Ostholstein) localizado en el Estado septentrional alemán de Schleswig-Holstein. En 2005, tenía 17.000 habitantes.
El nombre Eutin (originalmente Utin) es de origen eslavo. Su significado no está del todo claro; probablemente deriva del nombre personal "Uta". La tribu eslava de los abroditas se asentó en el este de Holstein en los siglos VII/VII d. C. y construyeron un castillo sobre la isla de los Faisanes en el lago ahora denominado Großer Eutiner See.
El asentamiento eslavo original de Utin fue poblado en el siglo XII por colonos neerlandeses. En 1156 Eutin se convirtió en una población con mercado. Los derechos de ciudad le fueron concedidos en el año 1257. Más tarde fue la sede del Obispado Principesco de Lübeck, en tanto que la propia Lübeck era una Ciudad Libre Imperial. Cuando el obispado fue secularizado en 1803, Eutin pasó a formar  parte del Ducado de Oldemburgo. Como resultado del Acta del Gran Hamburgo de 1937, Eutin pasó del Estado Libre de Oldemburgo a la prusiana Provincia de Schleswig-Holstein. Después de la II Guerra Mundial, forma parte del moderno estado federado alemán de Schleswig-Holstein.
Eutin es el lugar de nacimiento del compositor Carl Maria von Weber. En su honor, se construyó un teatro al aire libre (Freilichtbühne) en el parque del Palacio de Eutin en 1951, en donde se representan varias óperas entre los meses de julio y agosto durante el Festival de Eutin. La capacidad de este escenario al aire libre es de unas 2000 personas. En el Festival de Eutin, conocido como "Eutin Festspiele", actúan estudiantes de música de Eutin y de la Universidad de Kansas.
Eutin alberga anualmente un Festival de Blues al inicio de cada verano. Músicos locales, así como artistas de blues de todo el mundo, participan en este festival de tres días al aire libre que tiene lugar en la plaza del mercado o "Marktplatz" en el centro de la ciudad.

## Geografía

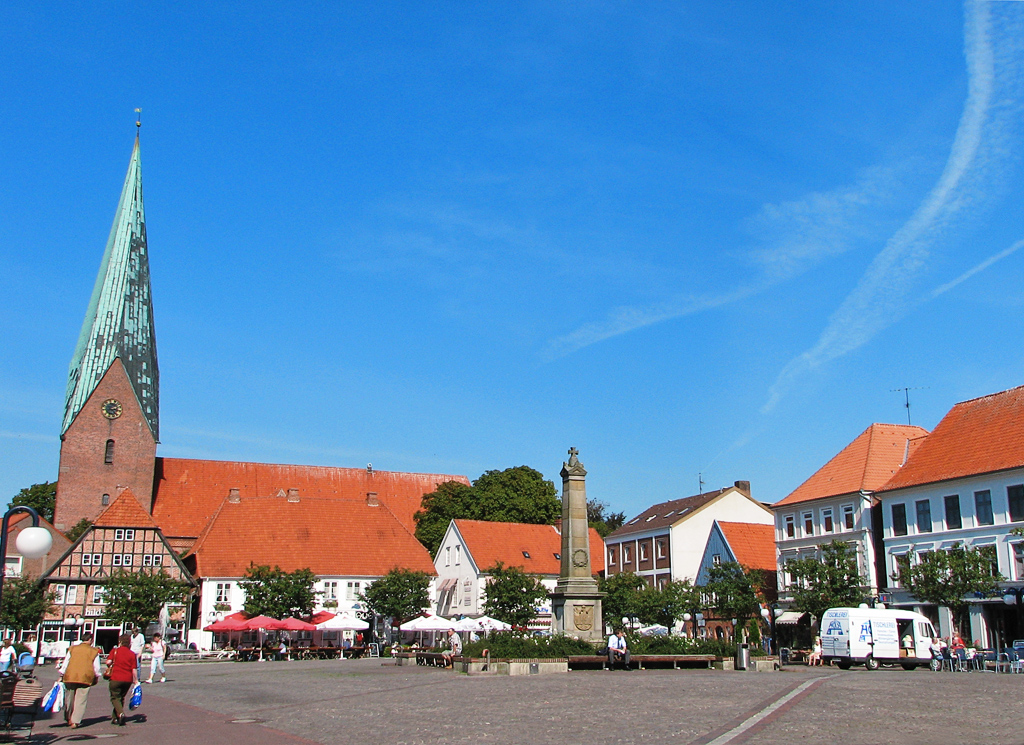
Plaza del mercado.

Eutin está rodeado por varios lagos del Holsteinische Schweiz, entre ellos el Großer Eutiner See, Kleiner Eutiner See, Kellersee y Ukleisee. Impresionantes bosques rodean muchos de los lagos, reminiscencias de los cuentos de hadas de los Hermanos Grimm. Entre las actividades populares que tienen lugar en estos lagos figuran paseos en barca, piragüismo, remo, natación y pesca.
Schleswig-Holstein, particularmente Eutin, es conocido por sus numerosos campos de colza, que es utilizada en energías alternativas. Las turbinas de viento también son usadas abundantemente en la región.

## Edificios históricos
- Originalmente construido como un molino enteramente funcional en 1850 por Carl Friedrich Trahn,[2] "Die alte Mühle" ahora sirve como bar y restaurante.
- Palacio de Eutin
- Torre de agua: Vista de Eutin desde una webcam en la parte superior de la Torre de agua.

## Personajes célebres
- Nicholas Mercator, matemático, nacido en Eutin en 1620.
- Johann Heinrich Voss
- Carl Maria von Weber

## Idioma
Además del alemán estándar (Hochdeutsch), que es el idioma oficial, se habla también bajo alemán (Niederdeutsch). El saludo común entre sus ciudadano es "Moin" al que responden con "Moin Moin."

## Hermanamientos
Eutin está hermanada con:
- Nykøbing Falster, Dinamarca
- Putbus auf Rügen, Alemania
- Lawrence, Kansas, EE. UU.

Cada verano, Lawrence y Eutin toman parte en un programa de intercambio, donde estudiantes de secundaria de Lawrence y de la Universidad de Kansas estudian en Eutin, mientras que estudiantes alemanes de Eutin se trasladan a Lawrence a estudiar.